# Cá nhụ Ấn Độ
Cá nhụ Ấn Độ, tên khoa học Leptomelanosoma indicum, là một loài cá thuộc chi đơn loài Leptomelanosoma trong họ Polynemidae.